# Phyzelaphryne miriamae
Phyzelaphryne miriamae, único representante del género Phyzelaphryne, es una especie de anfibio anuro de la familia Eleutherodactylidae, endémica del sur de la cuenca del Amazonas, Brasil.

## Publicación original
- Heyer, W. R. 1977. Taxonomic notes on frogs from the Madeira and Purus rivers, Brasil. Papéis Avulsos de Zoologia, vol.31, n. 8, p.141-162 (texto íntegro Archivado el 17 de junio de 2010 en Wayback Machine.).